# 呼衍氏
呼衍氏，又作呼銜氏、呼延氏，匈奴氏族部落之一，為其貴族，與王族攣鞮氏通婚。呼延姓為其後代。

## 概論
據《史記》，呼衍氏與蘭氏、須卜氏，為匈奴中的三大貴族部落。在東漢時，加入丘林氏，成為南匈奴四大貴族。
據唐代顏師古說法，呼衍氏即呼銜氏與呼延氏，在鮮卑興起後加入鮮卑。